# Anartomima bohemani
Anartomima bohemani là một loài bướm đêm trong họ Noctuidae.